# Luněc šedý
Luněc šedý (Elanus caeruleus) je malý dravec z čeledi jestřábovití.
Dorůstá 31 – 35 cm. Dospělí ptáci mají světlou spodinu těla, šedé temeno, hřbet, ocas a černošedá křídla. Mladí ptáci jsou ze svrchní strany celí hnědí, hnědé opeření mají na rozdíl od dospělců i na hrudi. U mladých i dospělých ptáků je přitom nápadné i jasně červené zbarvení očí.
Obývá otevřené krajiny a polopouště na území subsaharské Afriky a tropické Asie, izolovaně se vyskytuje také ve Španělsku a Portugalsku, odkud vzácně zalétává až do střední Evropy. Z území Česka je uznáno pouze jediné pozorování z roku 1938 z okolí Olbramovic.
Luněc šedý se živí malými savci, ptáky a hmyzem. Stylem lovu připomíná motáky, na rozdíl od nich však často zůstává stát ve vzduchu na jednom místě, podobně jako poštolka obecná. Hnízdí na stromech.

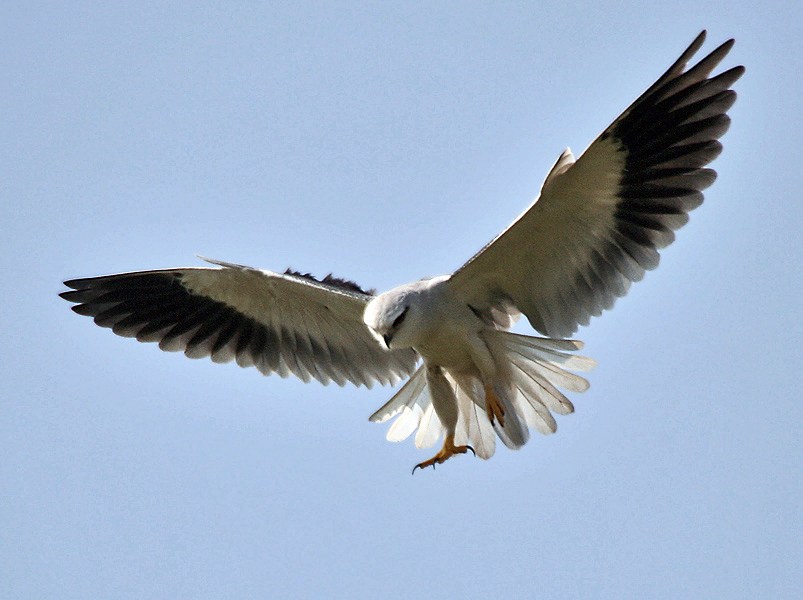
Luněc šedý v letu
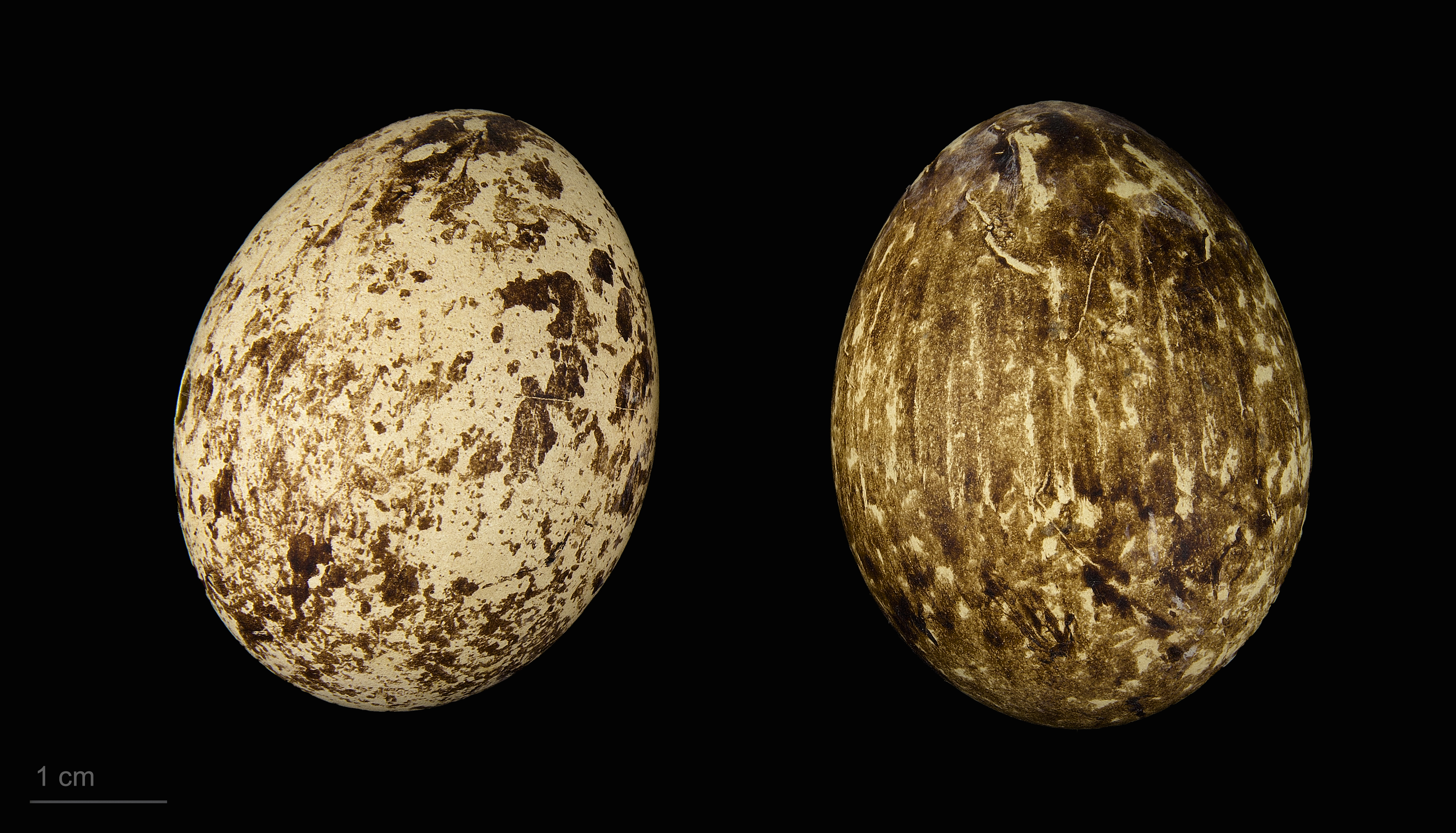
Vejce luňce šedého (Elanus caeruleus)